# Наславиці (Нижньосілезьке воєводство)
Наславиці (пол. Nasławice, нім. Naselwitz) — село в Польщі, у гміні Собутка Вроцлавського повіту Нижньосілезького воєводства.
Населення — 213 осіб (2011).

## Демографія
Демографічна структура станом на 31 березня 2011 року:
|          | Загалом | Допрацездатний вік | Працездатний вік | Постпрацездатний вік |
| -------- | ------- | ------------------ | ---------------- | -------------------- |
| Чоловіки | 108     | 14                 | 90               | 4                    |
| Жінки    | 105     | 16                 | 69               | 20                   |
| Разом    | 213     | 30                 | 159              | 24                   |